# Ternivka, Vilneansk
Ternivka (în ucraineană Тернівка) este localitatea de reședință a comunei Ternivka din raionul Vilneansk, regiunea Zaporijjea, Ucraina.

## Demografie
Componența lingvistică a localității Ternivka
     Ucraineană (88,8%)
     Rusă (11,2%)
Conform recensământului din 2001, majoritatea populației localității Ternivka era vorbitoare de ucraineană (88,8%), existând în minoritate și vorbitori de rusă (11,2%).